# 津軽信興
津軽 信興（つがる のぶおき）は、江戸時代中期の陸奥国弘前藩の世嗣。官位は従五位下・右京亮、越中守。

## 生涯
5代藩主・津軽信寿の嫡男として誕生。母は松平忠尚の養女・法雲院。宝永3年（1706年）4月25日、5代将軍・徳川綱吉に拝謁する。宝永7年（1711年）12月23日、従五位下・右京亮に叙任される。享保15年（1730年）7月13日、越中守に選任する。しかし麻疹を患い、同年11月25日、藩主就任前に死去した。享年36。
家督は信興の長男・信著が相続した。信著は藩主就任当時13歳であった。

## 系譜
- 父：津軽信寿（1669-1746）
- 母：法雲院 - 松平忠尚の養女
- 正室：綱姫 - 梅応院、近衛家熙の養女、醍醐冬基の娘
  - 長男：津軽信著（1719-1744）
- 生母不明の子女
  - 女子：脇坂安興正室
  - 女子：松平忠恒正室